# Mâle (Orne)
Mâle település Franciaországban, Orne megyében. Lakosainak száma 691 fő (2018. január 1.). Mâle Saint-Hilaire-sur-Erre, Les Étilleux, Nogent-le-Rotrou, Souancé-au-Perche, Ceton, La Rouge és Val-au-Perche községekkel határos.

## Népesség
A település népességének változása:
| Lakosok száma | 553  | 484  | 458  | 611  | 643  | 766  | 763  | 755  | 710  | 691  |
|               | 1962 | 1968 | 1975 | 1982 | 1990 | 2008 | 2013 | 2015 | 2017 | 2018 |